# Slow Motion (Supertramp)
Slow Motion is het elfde studioalbum van de Britse rockgroep Supertramp. Het werd op 23 april 2002 uitgebracht door EMI Records. Rick Davies en Mark Hart verzorgden de muzikale productie, en Jay Messina was geluidstechnicus van dienst. In de Verenigde Staten en Canada werd het album uitgebracht op Davies' label Silver Cab Records. De muziek werd opgenomen in de Sonora Sound Studio (Los Angeles), overdubs werden toegevoegd in The Backyard Studio (Hampton Bays), de opnames werden gemixt in de Manhattan Center Studios (New York) en gemasterd door Sterling Sound (eveneens New York).

## Tracklist
1. "Slow Motion" (3:50)
2. "Little by Little" (4:30)
3. "Broken Hearted" (4:28)
4. "Over You" (5:06)
5. "Tenth Avenue Breakdown" (8:57)
6. "A Sting in the Tail" (5:17)
7. "Bee in Your Bonnet" (6:27)
8. "Goldrush" (3:06)
9. "Dead Man's Blues" (8:26)

## Musici
- Rick Davies - mondharmonica, toetsen, zang
- Mark Hart - gitaar, toetsen, achtergrondzang
- John Helliwell - saxofoon
- Cliff Hugo - basgitaar
- Bob Siebenberg - drums
- Jesse Siebenberg - percussie, achtergrondzang
- Lee Thornburg - blaasinstrumenten
- Carl Verheyen - gitaar

## Hitnotering
In Frankrijk en Zwitserland haalde het album goede verkoopcijfers, het haalde respectievelijk de achtste en zesde plaats aldaar. In Nederland en België bleven de verkopen daarbij achter (in Vlaanderen geen notering, Wallonië plaats 31 ).  In thuisbasis Engeland haalde het geen notering.

### Album Top 100
| Hitnotering: 06-04-2002 t/m 03-05-2002 | Hitnotering: 06-04-2002 t/m 03-05-2002 | Hitnotering: 06-04-2002 t/m 03-05-2002 | Hitnotering: 06-04-2002 t/m 03-05-2002 | Hitnotering: 06-04-2002 t/m 03-05-2002 | Hitnotering: 06-04-2002 t/m 03-05-2002 |
| Week:                                  | 1                                      | 2                                      | 3                                      | 4                                      |                                        |
| -------------------------------------- | -------------------------------------- | -------------------------------------- | -------------------------------------- | -------------------------------------- | -------------------------------------- |
| Positie:                               | 94                                     | 88                                     | 83                                     | 89                                     | uit                                    |